# Otto Scheff
Otto Scheff, właśc. Otto Sochaczewsky (ur. 12 grudnia 1889 w Berlinie, zm. 26 października 1956 w Maria Enzersdorf) – austriacki pływak i piłkarz wodny, medalista olimpijski, rekordzista świata.
Podczas Olimpiady Letniej w Atenach w 1906 roku zdobył złoty medal na dystansie 400 m stylem dowolnym oraz brązowy na dystansie jednej mili tym samym stylem. Dwa lata później z Londynu (1908) przywiózł swój trzeci medal – brązowy, wywalczony na 400 m stylem dowolnym.
Na igrzyskach olimpijskich w Sztokholmie w 1912 roku brał udział w turnieju piłki wodnej, w którym Austria zajęła czwarte miejsce.
W latach 1906–1908 czterokrotnie poprawiał rekord świata na 1000 m stylem dowolnym. Rekord ten poprawił dopiero w 1912 roku George Hodgson. 
Po zakończeniu kariery sportowej poświęcił się polityce. W latach 1945–1953 zasiadał w austriackim parlamencie z ramienia Austriackiej Partii Ludowej. Pełnił też funkcję wiceprezydenta Austriackiego Komitetu Olimpijskiego.
W 1988 został przyjęty w poczet członków International Swimming Hall of Fame.